# Stig Blomqvist

Stig Blomqvist podczas Rajdu Portugalii w roku 1985 gdzie zajął czwarte miejsce

Stig Lennart Blomqvist (ur. 29 lipca 1946 w Örebro) – szwedzki kierowca rajdowy, mistrz (1984) i wicemistrz świata (1985) w rajdach samochodowych, zwycięzca jedenastu rajdów WRC, wielokrotny rajdowy mistrz Szwecji. 

## Kariera
Karierę rozpoczynał jako pilot rajdowy swojego ojca Lennarta Blomqvista, po uzyskaniu prawa jazdy w wieku 18 lat sam zaczął prowadzić, a pierwszym pilotem został jego ojciec. W roku 1966 wstąpił do szkoły jazdy prowadzonej przy fabrycznym zespole Saaba, gdzie został zauważony przez szwedzkiego rajdowca Erika Carlssona. W roku 1970 został zaangażowany do fabrycznego zespołu Saaba i zaczął odnosić pierwsze sukcesy. A już w roku 1971 wygrał trzy europejskie rajdy: Rajd Szwecji, Rajd 1000 jezior i Rajd RAC. W tym roku także został po raz pierwszy rajdowym mistrzem Szwecji. W późniejszych latach kilkukrotnie powtarzając ten sukces (1973, 1974, 1975, 1976, 1978, 1980, 1982 i 1994). W roku 1983 zdobył tytuł rajdowego mistrza Wielkiej Brytanii. 
W roku 1973 po raz pierwszy wystartował w rajdzie eliminacyjnym do mistrzostw świata - Rajd Szwecji 1973 - wygrywając go. W całej swojej długoletniej karierze (startuje praktycznie do dziś (2019)), wygrał jedenaście rajdów zaliczanych do mistrzostw świata. Najwięcej w roku 1984 (wygrał pięć rajdów) kiedy to zdobywał tytuł mistrza świata. W następnym roku (1985) nie udało mu się wygrać żadnego radu  w WRC (trzy razy był drugi i trzy raz czwarty), ale wywalczył tytuł wicemistrza globu. W następnych latach nie odnosił już tak spektakularnych wyników (najwyższe miejsce to ósme), mimo iż startował w WRC z małymi przerwami do roku 2006.  
Blomqvist miał swój styl jeżdżenia lewą nogą obsługiwał pedał sprzęgła i hamulca, a prawą tylko gaz. 

## Zwycięstwa w WRC[1]
| #  | Rajd                          | Sezon | Pilot           | Samochód           |
| -- | ----------------------------- | ----- | --------------- | ------------------ |
| 1  | Rajd Szwecji                  | 1973  | Arne Hertz      | Saab 96 V4         |
| 2  | Rajd Szwecji                  | 1977  | Hans Sylvan     | Saab 99 EMS        |
| 3  | Rajd Szwecji                  | 1979  | Björn Cederberg | Saab 99 Turbo      |
| 4  | Rajd Szwecji                  | 1982  | Björn Cederberg | Audi Quattro       |
| 5  | Rajd Sanremo                  | 1982  | Björn Cederberg | Audi Quattro       |
| 6  | Rajd Wielkiej Brytanii        | 1983  | Björn Cederberg | Audi Quattro A2    |
| 7  | Rajd Szwecji                  | 1984  | Björn Cederberg | Audi Quattro A2    |
| 8  | Rajd Grecji                   | 1984  | Björn Cederberg | Audi Quattro A2    |
| 9  | Rajd Nowej Zelandii           | 1984  | Björn Cederberg | Audi Quattro A2    |
| 10 | Rajd Argentyny                | 1984  | Björn Cederberg | Audi Quattro A2    |
| 11 | Rajd Wybrzeża Kości Słoniowej | 1984  | Björn Cederberg | Audi Sport Quattro |